# 信息技术基础架构库
資訊技術基礎架構資料庫（Information Technology Infrastructure Library，一般情况下使用其缩写ITIL，也譯為「資訊技術基礎建設館」）是用来管理信息技术的一整套概念和思想，其中涉及架构设计、研发和操作。

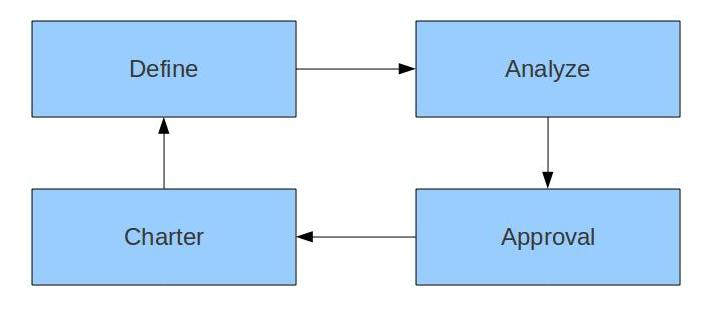
基礎服務構想

主要精神為和諧推動及持續改善，將服務對象視為客戶，強調End-to-End的服務。
ITIL最初是藉由一套书籍发布。这套书籍的每一本都涵盖一个信息技术的领域。ITIL这个名称和IT Infrastructure Library都是英国政府商務辦公室 (OGC)的注册商标。藉由为不同的IT组织量身定制一些复杂的清单，任务，流程，ITIL为许多重要的IT时间准则给出了详尽的解释。

## ITIL简介
ITIL是一套主要研究有关IT服务管理的方法。同时其研究的内容主要分成二本书，分别是Service Delivery和Service Support二大部份。
在了解有关知识之后，可以报名参加一系列复杂的考试，最后获得ITIL官方对于内容掌握的认证。其中两项重要的认证是 ITIL Version 3 and ITIL Version 2 资格认证。
在你通过一系列资格认证之后，你可以获得报名考试其他资格认证的许可，在完成所有的ITIL资历认证的点数之后，你可以获得ITIL专家(expert)和大师(master)的认证。有关学分点数系统可以在它的官方网站找到说明和图片介绍。

## ITIL v.2 资格认证简介
以下作些许的说明:
Service Delivery是属于战略性的思考，偏管理规范或协议，共分五大流程，分别是：
- 服务水平管理（Service Level Management）
- 财务管理（Financial Management）
- 可用性管理（Availability Management）
- 能力管理（Capacity Management）
- 持续性管理（Continuity Management）

Service Support是属于操作面规范，亦分五大流程，分别是
- 事故管理（Incident management）
- 问题管理（Problem management）
- 配置管理（Configuration Management）
- 变更管理（Change Management）
- 发布管理（Release Management）

再加上服务台(Service Desk)及信息安全管理(Security Management)二个流程，即为其全部内容。

## ITIL v.3 资格认证简介
第三版于2007年5月正式改版，结合 IT 服务管理生命周期 (Service Life Cycle)的观念扩增为５个核心模块，分别是服务策略(Service Strategy, SS)、服务设计(Service Design, SD)、服务转移(Service Transition, ST)、服务运营(Service Operation, SO)、持续服务改善(Continual Service Improvement, CSI)

## ITIL 4 资格认证简介
第四版于2019年4月正式推出，並在同年9月進行輕微修改。

## 认证

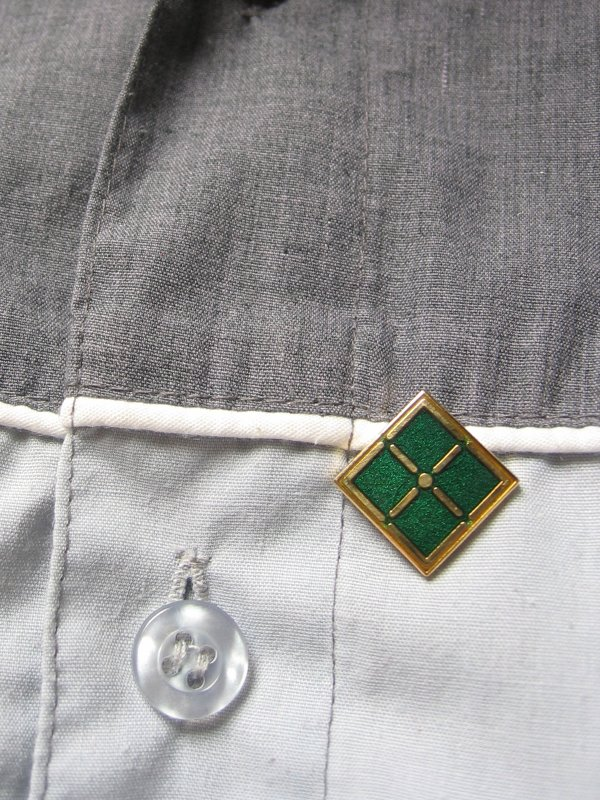
ITLT基础级别认证人员可以使用的胸前标志。

ITIL认证是由ITIL Certification Management Board (ICMB)掌管。这家机构由OGC, IT Service Management Forum（itSMF）International和如下两家考试机构组成：EXIN（页面存档备份，存于）（总部设在荷兰），ISEB （页面存档备份，存于）（总部设在英国）. 
EXIN 和 ISEB 颁发的资格认证分为如下几个级别：基础，使用者以及管理人员。“管理人员”级别又分为‘ITIL服务管理’，‘ITIL应用管理’和‘ICT Infrastructure 管理’。 
在ITIL认证注册的运行下，ITIL认证的使用者级别的用户通常可以自发的进行注册。
ITIL系统不会对组织和管理系统进行“ITIL认证”。但是如果组织或者管理系统积极的实现ITIL框架内的要求，组织和管理单位可以申请ISO/IEC 20000认证。
2006年7月20日，OGC与APM Group签订商务合作协议，将从2007年 1月1日起共同进行ITIL认证的认证。

## ITIL的兄弟认证
信息技术服务管理（ITSM）是一种和ITIL相关但是不完全相同的概念。ITIL的第二版包括了专门用于定义“IT服务管理”的章节。（第三版的五卷里面目前还没有相关的内容）。

## 外部連結
- 官方網站 （页面存档备份，存于）